# Giải Bách Hoa
Giải Bách Hoa (tiếng Anh: People's Hundred Flower Award hoặc Hundred Flowers Awards; tiếng Trung: 大众电影百花奖; bính âm: Dàzhòng Diànyǐng Bǎihuā Jiǎng), tương đương với giải Quả cầu vàng của Trung Quốc, là một trong ba giải thưởng điện ảnh danh giá và uy tín nhất của nền điện ảnh Trung Quốc, cùng với giải Kim Kê và giải Hoa Biểu. Giải thưởng được thành lập bởi Hiệp hội phim Trung Quốc năm 1962 và tài trợ bởi tạp chí Popular Cinema (大众电影), nơi có tổng số lượng phát hành lớn nhất tại Trung Hoa đại lục.
Trước đây giải thưởng được bình chọn thường niên bởi độc giả Popular Cinema. Luật bỏ phiếu gần dây cho phép độc giả thông qua SMS, Internet hoặc điện thoại di động. Đối tượng bình chọn cũng không giới hạn ở độc giả của Popular Cinema nữa. Người chiến thắng sẽ nhận được tượng Hoa Thần (花神).

## Lịch sử
Cuộc bầu chọn của giải Bách Hoa lần thứ hai được tổ chức năm 1963, nhưng cuộc bầu chọn đã không được tiến hành cho đến năm 1980, do ảnh hưởng của Cách mạng Văn hóa. Nó trở thành giải thưởng thường niên từ 1980 đến 2004. Kể từ 2004, các lễ trao giải Bách Hoa được tổ chức hai năm một lần, vào những năm không diễn ra lễ trao giải Kim Kê. Năm 1992, giải Kim Kê và Bách Hoa hợp nhất thành một liên hoan phim quốc gia duy nhất.
Từ năm 1980 đến 2004, các cuộc bỏ phiếu của giải Bách Hoa bầu chọn ra ba phim với số phiếu bầu cao nhất để đề cử hạng mục "Phim hay nhất năm". Từ 2006, các phim nói tiếng Trung từ Đài Loan và Hồng Kông cũng đủ điều kiện tranh cử. Phim có số phiếu bầu chọn cao nhất trong ba phim đề cử sẽ giành giải "Phim hay nhất năm", cùng với hai á quân.

## Luật đề cử
Kể từ 2006, Hiệp hội Phim Trung Quốc đã ban hành quy định đề cử mới. Cuộc bỏ phiếu đầu tiên sẽ dẫn đến một danh sách phiếu bầu của 8-10 tiền ứng cử, từ những phim có doanh thu phòng vé vượt qua 5 triệu nhân dân tệ tại thị trường đại lục, bởi 100 nhà quản lý của Hiệp hội Phát triển Phim Trung Quốc (China City Film Developing Association) và thành viên của Hiệp hội Phim Trung Quốc.
Cuộc bầu chọn thứ hai sẽ công bố trước công chúng năm đề cử cho mỗi hạng mục, thông qua internet, mạng di động, bầu chọn qua tạp chí và SMS. Mỗi đề cử sẽ nhận được một "Giấy chứng nhận Đề cử giải Bách Hoa".
Trong cuộc bầu chọn cuối, một công chức viên của Trung Quốc sẽ chọn ngẫu nhiên 101 thành viên, những người đã bỏ phiếu ở vòng hai và trình chiếu trang trí cho tất cả đề cử phim hay nhất. Cuối cùng, 100 ban giám khảo sẽ có một cuộc bầu chọn bí mật và sau đó thông báo cho người chiến thắng.

## Hạng mục
- Phim hay nhất (最佳影片)
- Đạo diễn xuất sắc nhất (最佳导演)
- Kịch bản hay nhất (最佳编剧)
- Nam diễn viên chính xuất sắc nhất (最佳男主角)
- Nữ diễn viên chính xuất sắc nhất (最佳女主角)
- Nam diễn viên phụ xuất sắc nhất (最佳男配角)
- Nữ diễn viên phụ xuất sắc nhất (最佳女配角)
- Cá nhân mới xuất sắc nhất (最佳新人奖) - Từ 2006

Hạng mục đã ngừng trao
- Phim đồng sản xuất hay nhất
- Phim Opera tiếng Trung hay nhất
- Phim hoạt hình hay nhất
- Phim tài liệu hay nhất
- Quay phim xuất sắc nhất
- Nhạc nền xuất sắc nhất
- Chỉ đạo nghệ thuật xuất sắc nhất